# Бостад (комуна)
Комуна Бостад (швед. Båstads kommun) — адміністративно-територіальна одиниця місцевого самоврядування, що розташована в лені Сконе у південній Швеції.
Бостад 249-а за величиною території комуна Швеції. Адміністративний центр комуни — місто Бостад.

## Населення
Населення становить 14 290 чоловік (станом на вересень 2012 року).
| Кількість населення комуни Бостад за 1970-2010 роки | Кількість населення комуни Бостад за 1970-2010 роки | Кількість населення комуни Бостад за 1970-2010 роки | Кількість населення комуни Бостад за 1970-2010 роки | Кількість населення комуни Бостад за 1970-2010 роки |
| --------------------------------------------------- | --------------------------------------------------- | --------------------------------------------------- | --------------------------------------------------- | --------------------------------------------------- |
| Рік                                                 |                                                     |                                                     | Населення                                           |                                                     |
| 1970                                                | 1970                                                |                                                     | 10 456                                              | 10 456                                              |
| 1975                                                | 1975                                                |                                                     | 11 160                                              | 11 160                                              |
| 1980                                                | 1980                                                |                                                     | 12 091                                              | 12 091                                              |
| 1985                                                | 1985                                                |                                                     | 12 578                                              | 12 578                                              |
| 1990                                                | 1990                                                |                                                     | 13 577                                              | 13 577                                              |
| 1995                                                | 1995                                                |                                                     | 14 098                                              | 14 098                                              |
| 2000                                                | 2000                                                |                                                     | 14 090                                              | 14 090                                              |
| 2005                                                | 2005                                                |                                                     | 14 044                                              | 14 044                                              |
| 2010                                                | 2010                                                |                                                     | 14 278                                              | 14 278                                              |
| Джерело: SCB                                        |                                                     |                                                     |                                                     |                                                     |

## Населені пункти
Комуні підпорядковано 7 міських поселень (tätort) та низка сільських, більші з яких:
- Бостад (Båstad)
- Ферслевс (Förslöv)
- Туреков (Torekov)
- Ґревіє (Grevie)
- Естра-Каруп (Östra Karup)
- Вестра-Каруп (Västra Karup)

## Міста побратими
Комуна підтримує побратимські контакти з такими муніципалітетами:
- Гуннестед, Данія

## Галерея

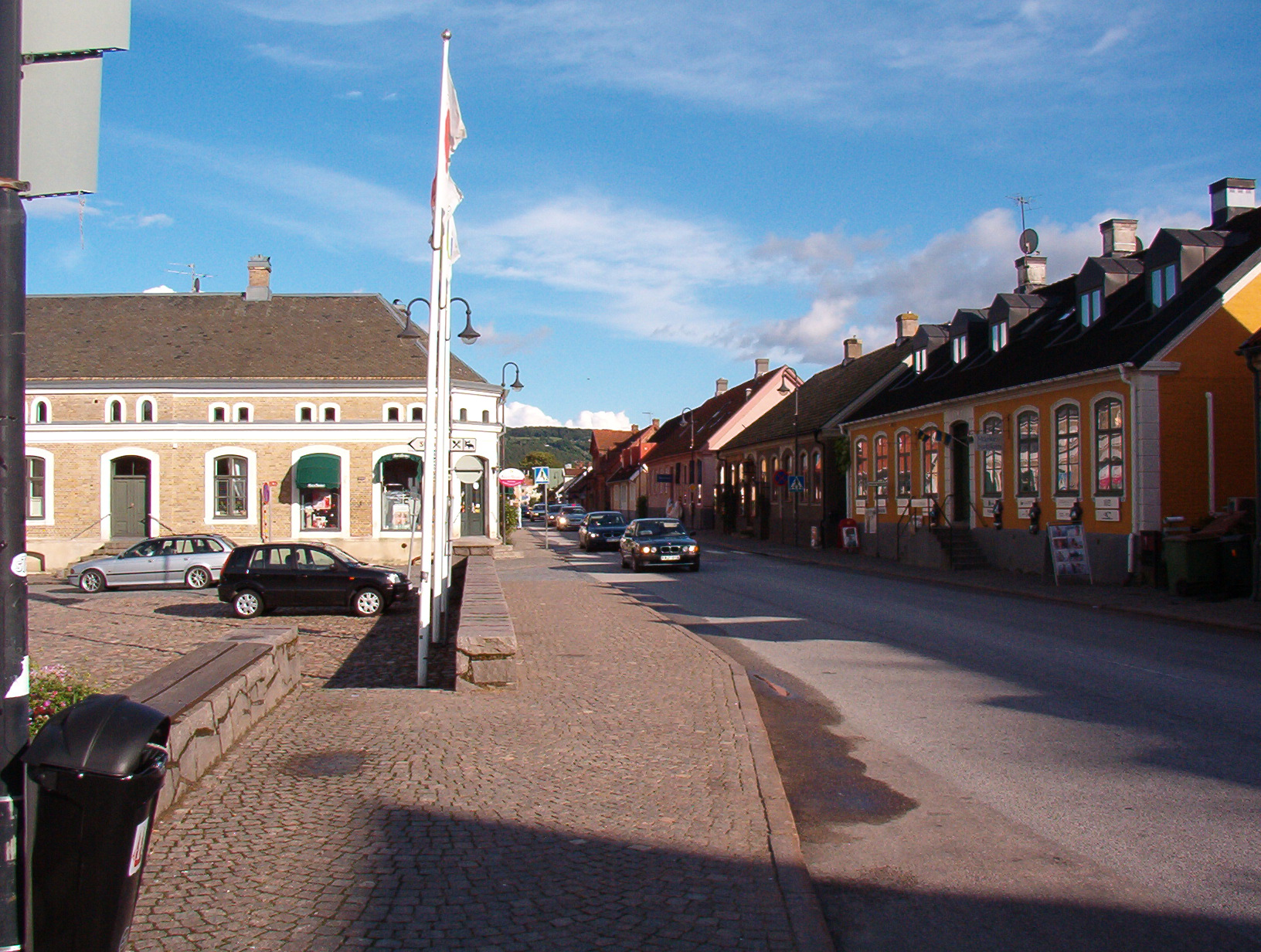
Бостад
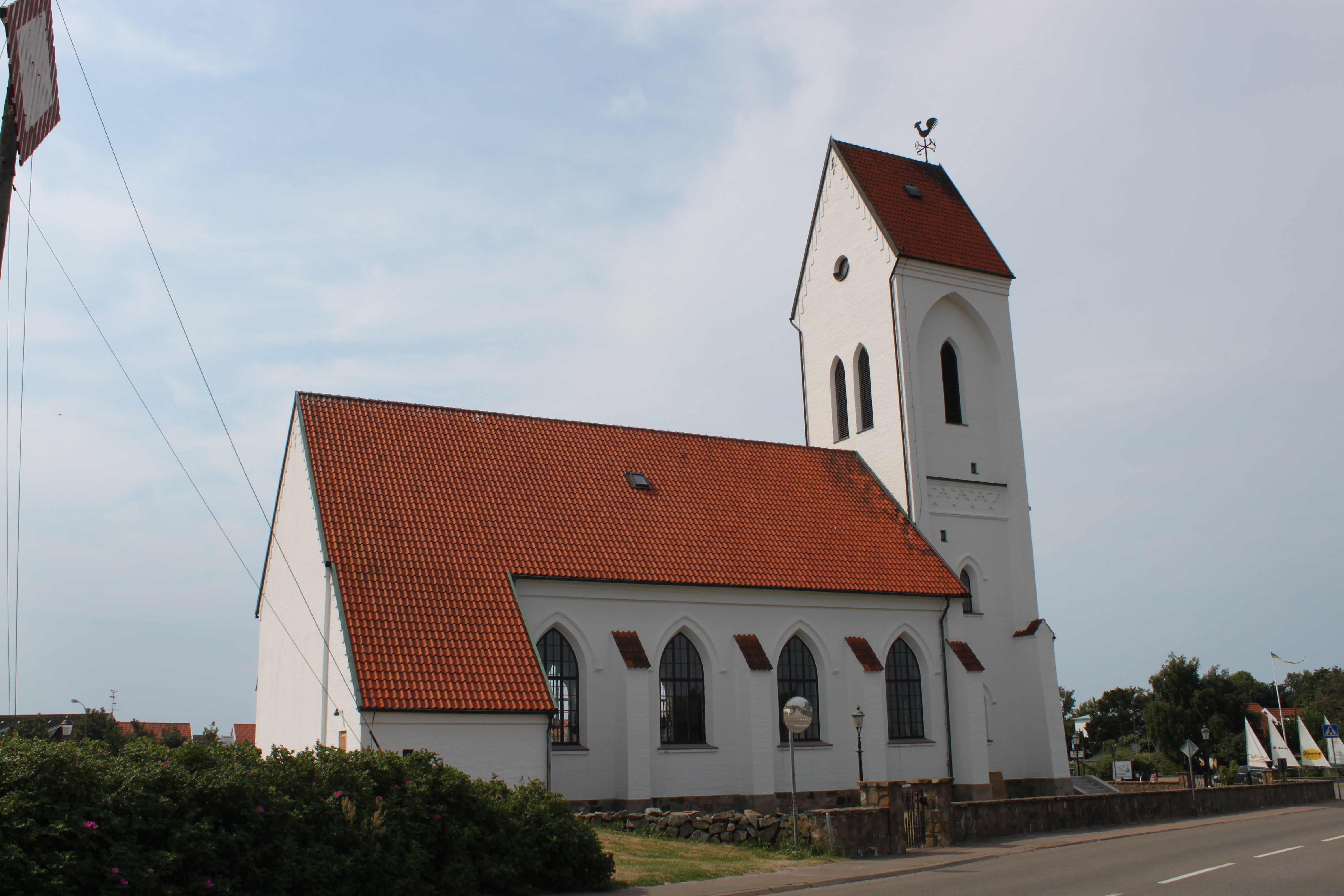
Церква (Туреков)
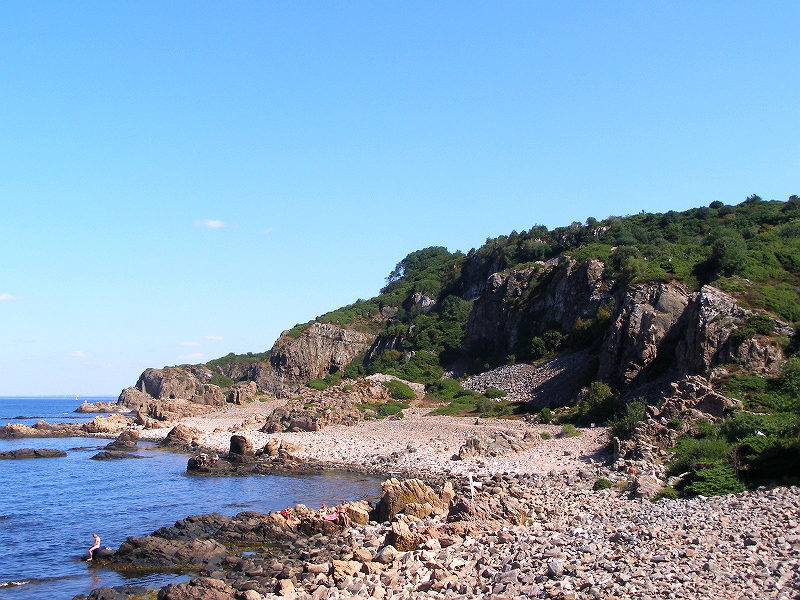
Природний заказник Б'єрекустен